# أندرو فستينغ
أندرو فستينغ (بالإنجليزية: Andrew Festing)‏ هو رسام بريطاني، ولد في 1941 في نورثمبرلاند في المملكة المتحدة.